# مقياس ذو محرك
المقاييس ذات المحرك او الموتوميتر . علامة تجارية معروفه بأدوات القياس لورش العمل و المركبات . تأسست الشركة في بدايات القرن العشرين في (شتوتغارت)ألمانيا, اشتهرت بأدوات القياس تستخدم في قياس التيار المستمر و المتردد AC & DC، لكن الشركة أعلنت إفلاسها في عام 1995 وقد كانت مدرجة في بورصة فرانكفورت.  وأساس المقياس ذو المحرك هو محرك صغير من النوع الــ DC، حيث تكون سرعة دورانه اللحظية متناسبة مع تيار الدائرة في حالة جهاز قياس (Amp-H) و متناسبة مع قدرة الدائرة في حالة قياس (Watt-H)، وعدد الدورات التي دارها العضو الدوار (rotor) في زمن معين يتناسب  مع كمية الكهرباء التي أعطيت خلال هذا الزمن.
وفي حالة جهاز قياس الطاقة فإنها تتناسب مع الطاقة المعطاة، وتوصل مجموعة من العجلات مع عمود الدوران للعضو الدوار (rotor) لتعد عدد الدورات التي تمت، وبالتالي تسجل A-H أو kwh مباشرة.

## تاريخ الشركة
في عام 1912، بدأ المخترع الجنوب الماني تطوير أدوات عملية و أدوات قياس وعرض لورش العمل وشركات تجهيزات المركبات. يمكن العثور على بعض الأدوات التي تم تطويرها في بدايات تاريخ موتوميتر التقليدي في ورش العمل اليوم، مثل جهاز اختبار ضغط التسجيل أو جهاز اختبار ضغط الإطارات. في عام 1925، تم ذكر موتو-ميتر-غمبه (فرانكفورت أ.م.) في وثائق تجارية لأول مرة. وبعد عام واحد، تمت إدراج الشركة في السجل التجاري في شتوتغارت بأسم "موتو ميتر هيرمان شلايش غمبه".
في عام 1966، كانت شركة موتو ميتر هيرمان شلايش غمبه تمتلك أربع مصانع إنتاج (شتوتغارت، ليونبرغ، نيكارهاوزن و ناغولد)، حيث كان يعمل 1100 شخص. يمكن العثور على وثائق شركة موتو ميتر هيرمان شلايش غمبه في أرشيف النشرات الشركاتية في المتحف الألماني (ديتشس ميوزيوم) في ميونيخ اليوم. في عام 1969، قامت الشركة بتغيير اسم الشركة إلى موتو ميتر غمبه، وتم وضع المقر الرئيسي في ليونبرغ. وفي عام 1977، تمت دمج شركة موتو ميتر غمبه.
في عام 1991، تم استحواذ شركة موتو ميتر آ جي من قبل شركة روبرت بوش غمبه. كانت بوش/موتوميتر تحتل في عام 1991 حصة سوق تبلغ حوالي 10% في سوق أجهزة القياس والعرض المركزة بقوة، وكانت في المركز الثالث بذلك. كانت شركتا ماجنيتي مارلي و في دي أو الرائدتين في تلك الأوقات. كانت بوش/موتوميتر توفر 95% من لوحات الأدوات التي تم تركيبها من قبل مصنعي المركبات الألمانية.
في عام 1992، قامت الشركة بتغيير اسم الشركة إلى شركة إم إم لتقنيات القياس ذ.م.م؛ وأغلقت شركة إم إم لتقنيات القياس عقدًا مع شركة روبرت بوش غمبه. في عام 1996، تأسست شركة إيفيكا لتقنيات السيارات شاوز في مولاكر، واستحوذت على علامة موتوميتر وواصلت توزيعها وتسويقها.

## المكونات

### نظام التشغيل
هو الذي يولد عزم يسمى «عزم الإدارة» وهو الذي يسبب دوران النظام المتحرك بصفة مستمرة، وعزم الإدارة يمكن أن نقارنه بعزم الانحراف في المقاييس بالبيان، وهذا العزم يمكن توليده بطرق عديده.

### جهاز الفرملة
يستخدم لإنتاج عزم الفرملة، ونتيجة لهذا العزم فإن النظام المتحرك لالمقياس يدور بسرعة معينة لمعدل معين من الطاقة المستهلكة عند أي وقت، وعزم الفرملة عادةً ما يولد بواسطة مغناطيس ثابت يسمى مغناطيس الفرملة الذي يولد تيار في بعض الأجزاء من النظام المتحرك والتي بدورها تولد عزم الفرملة، وبالتالي فإن عزم الفرملة يتناسب مع التيارات المتولدة، حيث أن التيارات المتولدة تتناسب مع سرعة النظام المتحرك وبالتالي فإن عزم الفرملة يتناسب مع النظام المتحرك ، ويصل النظام المتحرك إلى السرعة المستقرة عندما يتساوى عزم الفرملة مع عزم الإدارة.

### جهاز التسجيل

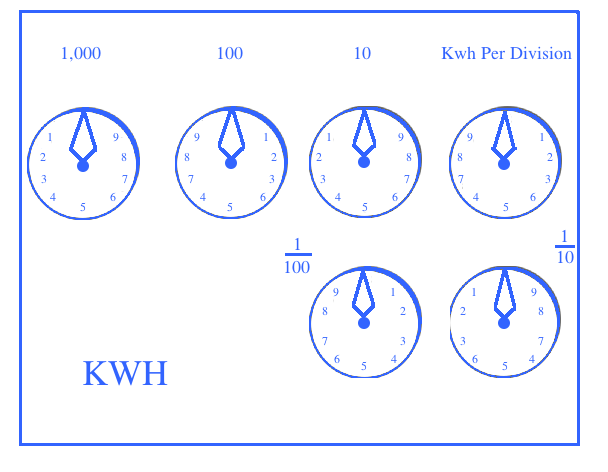
نظام التسجيل لمقياس تيار حثي.

هو جهاز لتسجيل عدد الدورات التي تمت بواسطة العنصر الدائر، وهذا نحصل عليه بوجود سنون دودية على عمود المقياس، وتُعَشّق هذه السنون الدودية مع عجلة صغيرة مسننة والتي تدير مجموعة من العجلات، وتسجل A-H أو W-H مباشرة.
وهذه هي المقاييس الزئبقية، والمقاييس ذات محرك التوحيد، والمقاييس الحثية. ونجد أن المقاييس الزئبقية ذات المحرك والمقاييس ذات محرك التوحيد تستخدم مع التيار المستمر ، أما المقاييس الحثية فتستخدم مع التيار المتردد.

### التفاصيل الميكانيكية للتركيب
عند بناء المقياس يجب أن يُراعى أن وظيفة المقياس لا تختلف أو تتغير وذلك بإمالة الجهاز أو أي وسيلة خارجية.
ولأمان الجهاز فإنه يُحاط بغطاء عازل أو غطاء معدني ومزود بشباك زجاجي لأخذ القراءات، وفي المقاييس المنزلية تُصمم بحيث أن قالب الأطراف وباقي أجزاء الجهاز توضع منفصلة لمنع الدخول على أطراف الجهاز أو أطراف الأجزاء الداخلية العاملة، وبالتالي تكون هناك حماية كاملة ضد الصدمات الكهربائية عند التوصيل العرضي مع المقياس.

## الأخطاء الشائعة لكل المقاييس ذات المحرك
يوجد خطأين أساسيين شائعين لكل المقاييس ذات المحرك هما أخطاء الاحتكاك وأخطاء الفرملة.

### أخطاء الاحتكاك
هذه الأخطاء هي نتيجة الاحتكاك في المحاور وكراسي التحميل وتلعب دوراً أساسياً هاماً أكثر من الأخطاء المقابلة في المقاييس ذات البيان، حيث أنها تعمل باستمرار وتؤثر في سرعة العنصر الدوار ، وذلك لقيمة معينة من التيار أو القدرة، ويتواجد عزم الاحتكاك عندما يبدأ القرص في الدوران، والذي يمكن أن يمنعه من بدأ الدوران، وإذا كان الحمل صغيراً، سوف يكون التسجيل منخفضاً عند الأحمال الصغيرة، ويمكن أن نفرض أنه عزم الاحتكاك سيبقى ثابتاً، عندما يدور النظام المتحرك للجهاز ويمكن كذلك تعويضه بإعطائه عزم إدارة ثابت وصغير على النظام المتحرك مستقلاً عن الأحمال، وعندما تدور الأجزاء المتحركة للجهاز بصورة طبيعية فإن عزم الانحراف الذي يتناسب مع سرعة دوران العنصر الدوار يكون موجوداً أيضاً، لكنه غير ذي أهمية، حيث أنه يضيف فقط عزم إعاقة ويساعد في عملية فرملة المغناطيس.
وفي بعض المقاييس ذات المحرك، مثل النوع الزئبقي ذو المحرك، فإن عزم الاحتكاك الذي يتناسب مع مربع السرعة يتواجد أيضاً، ويجب تعويضه ولكي نقلل من عزم الاحتكاك إلى أقل قيمة ممكنة، فإن أوزان النظام المتحرك يجب أن تكون أقل ما يمكن، والجواهر والمحاور يجب أن تكون جيدة، كما تستخدم كراسي التحميل ذات الزنبرك حيث استخدامها يقلل الاحتكاك ويحفظ جواهر التحميل.

### أخطاء الفرملة
التغير في عملية الفرملة يؤثر على سرعة العنصر الدوار في الجهاز وذلك لقيمة عزم إدارة معين، وبالتالي يؤثر عدد الدورات التي تتم في زمن معين.
ويصل العنصر الدوار للجهاز إلى السرعة المستقرة عندما يتساوى العزم الفرملي والذي يتناسب مع السرعة مع عزم الإدارة، ونجد أيضاً أن العزم الفرملي يتناسب مع قوة مغناطيس الفرملة.
إذاً عزم الفرملة {\displaystyle T_{b}}
{\displaystyle \Phi iR} يتناسب طردياً مع {\displaystyle T_{b}}
حيث Φ هي قيمة الفيض لمغناطيس الفرملة، وهو قيمة التيار العشوائي المتولد في العنصر الدوار ، نتيجة دورانه في مجال مغناطيس الفرملة، وR هي القيمة الفعالة لنصف قطر القرص من المحور.
وحيث أن القوة الدافعة الكهربائية المتولدة
{\displaystyle \Phi n} يتناسب طردياً مع {\displaystyle (emf)e}
حيث n هي سرعة الدوران
إذاً التيار المتولد i
{\displaystyle i={\frac {e}{r}}}
حيث r هي مقاومة مسار التيار i
أي أن
{\displaystyle {\frac {\phi n}{r}}} يتناسب طردياً مع {\displaystyle i}
إذاً عزم الفرملة {\displaystyle T_{b}}
{\displaystyle \Phi ^{2}{\frac {NR}{r}}} يتناسب طردياً مع {\displaystyle T_{b}}
حيث N هي سرعة الاستقرار وعندها يكون العزم الفرملي يساوي عزم الإدارة Td
إذاً عزم الإدارة Td
{\displaystyle \Phi ^{2}{\frac {NR}{r}}} يتناسب طردياً مع {\displaystyle T_{d}}
أو
{\displaystyle T_{d}{\frac {r}{\Phi ^{2}R}}} يتناسب طردياً مع {\displaystyle N}
من المعادلة السابقة للسرعة المستقرة والتي نحصل عليها بالنسبة لعزم إدارة ثابت تتناسب طردياً مع مقاومة التيار العشوائي، وعكسياً مع مربع الفيض لمغناطيس الفرملة، لذا يجب أن تكون قوة مغناطيس الفرملة ثابته خلال استخدام المقياس، وبالتصميم الدقيق، ومعالجة مغناطيس الفرملة خلال عملية التصنيع، يمكن تأكيد هذا الثبات.
وبزيادة درجة الحرارة فإن مقاومة مسار التيار العشوائي بها تزيد، وبذلك يقل العزم الفرملي ويسبب خطأ في تسجيل المقياس، لذلك فإنه من الصعب تعويض الانخفاض في قيمة العزم الفرملي نتيجة الزيادة في درجة الحرارة، لكن في بعض المقاييس فإن عزم الإدارة يقل أيضاً مع زيادة درجة الحرارة، وبالتالي يتم التعويض جزئياً بطريقة أتوماتيكية.
إذاً من الضروري أن مقاومة مسار التيار المتولد بها أن تكون منخفضة وأن المجال الناتج عن المغناطيس الثابت يجب أن يكون قوياً، وأن يكون نصف قطر القرص المؤثر كبيراً حتى تكون سرعة الاستقرار للجهاز منخفضة، ونصف قطر القرص ليس من المناسب أن يكون كبيراً وإلا سوف يزيد الحجم والوزن وهذا يزيد من عزم الاحتكاك، والقرص الألمنيومي يُفضل عن القرص النحاس، لكي نحصل على مقاومة لكل وحدة وزن صغيرة، وتستخدم المغناطيسات القوية التي لها أحذية القطب الكبيرة وبالتالي أصغر ثغرة هوائية ممكنه.
ويمكن ضبط العزم الفرملي وذلك بضبط نصف القطر المؤثر R.

## أنواع المقاييس ذات المحرك
يوجد ثلاثة أنواع من المقاييس ذات المحرك شائعة الاستعمال وهي:
1. المقياس الزئبقي ذو المحرك، يقيس جهد مستمر (DC)
2. المقياس ذو محرك التوحيد (اليوطومسون)، يقيس جهد مستمر (DC)
3. المقياس الحثي، يقيس جهد متردد (AC)

في النوع الأول يدور القرص في مسار الزئبق الذي يستخدم في دخل وخرج التيار من القرص، بدلاً من عضو التوحيد والفرش في النوع الثاني، إذاً الفرق الرئيسي بين جهازي DC هو كيفية توصيل التيار إلى العضو الدوار، وفي بناء المحرك.
أما النوع الثالث (النوع الحثي) لقياس التيار يعتبر أساس عمله هو نفس أساس عمل الواطميتر الحثي.

### مقياس تيار زئبقي ذو محرك
الجهاز الشائع من هذه الأنواع من المقاييس ذات المحرك هو المقياس الزئبقي الفرنتي وهو جهاز لقياس التيار المستمر، وهو في الأساس محرك وفيه يُكَون مجال مغناطيسي بواسطة مغناطيس ثابت يُعرف بمغناطيس الإدارة، كما يوجد مغناطيس ثابت آخر يُستخدم في توليد عزم الفرملة، وتُصنع أقطاب المغناطيس من الصلب المعتدل.
ويحتوي أيضاً على ألواح دائرية الشكل من النحاس تثبت بها أجزاء الأقطاب المغناطيسية، كما تُوضع حلقة من الفبر لها نفس قطر ألواح النحاس بين هذه الألواح، والألواح والحلقة يشكلا صندوق دائري مجوف الذي يدور فيه القرص النحاسي، ويُملأ باقي الفراغ بالزئبق الذي يعطي دفعاً إلى أعلى للقرص النحاسي، وبالتالي يُقلل الضغط على كراسي التحميل، ويُثبت القرص على عمود الدوران، بحيث أن وزن هذا العمود يؤدي إلى أنه يغوص فقط في مسار الزئبق، أما جزء العمود العلوي فإنه ذو سنون دودية مرتبطة بعجلة مسننة بنظام التسجيل.
ويدخل تيار التشغيل من الطرف الموجب، المتصل بنقطة الاتصال المركزية لمسار الزئبقي ويمر خلال الزئبق والقرص النحاسي من محيط القرص إلى مركزه.
وعندما يمر التيار خلال القرص النحاسي، يتولد عزم التشغيل والذي يؤثر على محور الدوران، وهذا العزم هو نتيجة التفاعل بين المجال المغناطيسي الثابت، والتيار المار بالقرص، وتحت تأثير عزم التشغيل يبدأ القرص بالدوران مثل المنتج في المحرك.
ويقطع القرص الدائر المجال المغناطيسي لمغناطيس الفرملة، فتتولد تيارات دوامية في القرص والتي بدورها تولد العزم الفرملي، وهذا العزم يتناسب مع سرعة دوران القرص وعند الوصول إلى إلى استقرار سرعة القرص القرص، يكون عزم الدوران مساوياً لعزم الفرملة، وعزم التشغيل يتناسب مع التيار المار بالجهاز، أما عزم الفرملة فإنه يتناسب مع سرعة دوران القرص وتساوي العزمين، بمعنى آخر أن سرعة القرص تتناسب مع التيار المار بالجهاز.
وبذلك يكون عدد اللفات (أو الدورات) التي تمت في زمن معين سوف تتناسب مع تكامل {\displaystyle \int idt}، أي تتناسب مع كمية الكهرباء.
ولكي يُعوض احتكاك الزئبق، يوضع قضيبين من الحديد عبر المغناطيسين الثابتين، أحدهما فوق مسار الزئبق والآخر تحته، والقضيب السفلي يحمل ملف تعويض صغير يتكون من عدد قليل من اللفات والتي يمر من خلالها تيار الحمل، حيث ينشئ هذا الملف مجال مغناطيسي محلي، بحيث يقوي المجال المغناطيسي لمغناطيس التشغيل، ويُضعف المجال المغناطيسي لمغناطيس الفرملة، وبالتالي يتم تعويض الاحتكاك.
ويعمل هذا الجهاز أساساً كأمبير - ساعة (A-H)، ومع ذلك فإنه يمكن معايرته ليقرأ واط - ساعة (W-H) أو (Kw-H) وذلك عند جهد ثابت.
ولكي نقلل من الأخطاء بسبب تغير درجة الحرارة في احتكاك سائل الزئبق وفي مجال المغناطيس الدائم، يستخدم توازي مغناطيس قابل للضبط من مقاومة ذات معامل حراري صغير، غالباً ما تستخدم في جهاز A-H، بحيث أن قوة المجال المغناطيسي للمغناطيس الثابت يمكن تغييرها.
وتستخدم هذه الأجهزة لقياس الخدمات المنزلية، وتتميز بالآتي:
1. تركيب بسيط.
2. هبوط صغير في الجهد على المقياس.
3. سعة حمل كبيرة وبدون استخدام مقاومة التوازي.
4. قوة احتكاك ابتدائية صغيرة نتيجة الضغط الصغير على كراسي التحميل.

للتعمق في المقالة (مقياس تيار زئبقي)

### مقياس تيار ذو محرك التوحيد

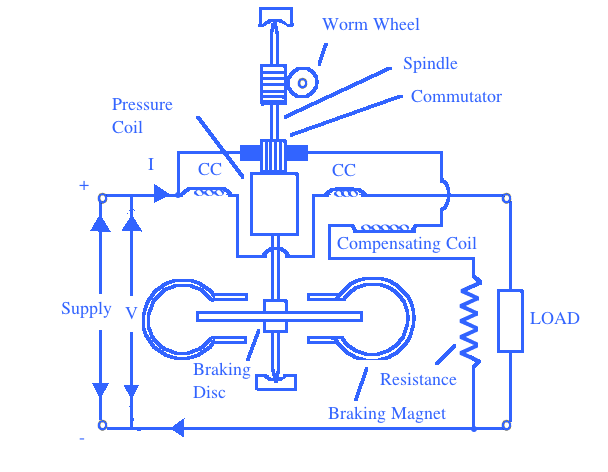
اليوطومسون

أو اليوطومسون ذو محرك التوحيد ويستخدم لقياس التيار المستمر (DC) ويتكون أساساً من محرك DC ذو عضو دوار ملفوف، ويتكون من ملفين ثابتين هما ملفات التيار CC بالشكل كل منهما يتكون من عدد قليل من اللفات من شرائط النحاس الثقيل ويتصلا على التوالي مع بعضهما البعض ومع الدائرة بحيث يمكنهما حمل تيار الدائرة.
ويتكون ملف الضغط من عدد من الملفات متصلة بعدد من أجزاء عضو توحيد صغير، موصل على التوالي مع مقاومة مناسبة عبر المنبع، وبالتالي فإن ملف الضغط يحمل تياراً يتناسب مع جهد الحمل، ويصنع عضو التوحيد من الفضة والفرش هي الأُخرى أطرافها مغطاه بالفضة أو الذهب وذلك لتقليل الاحتكاك مع عضو التوحيد.
ويوصل ملف تعويض بالتوالي مع ملف الضغط ويوضع بطريقة بحيث يقوي المجال المغناطيسي لملفات التيار عندما يمر التيار خلال ملف الضغط وخلال ملف التعويض وبالتالي يتم تعويض خطأ الاحتكاك.
وعزم التشغيل يتناسب مع حاصل ضرب الفيض الناشئ بواسطة ملفات التيار وذلك الناتج عن التيار المار خلال ملف الضغط، وحيث أن الفيض الناتج عن ملفات التيار يتناسب مع تيار الحمل، والتيار المار خلال ملف الضغط يتناسب مع جهد الحمل، إذاً عزم التشغيل يتناسب مع حاصل ضرب تيار الحمل وجهد الحمل أي أنه يتناسب مع القدرة المُغذاه للدائرة.
والعزم الفرملي يُعطى بواسطة قرص ألمنيوم مُثبت على نفس العمود ويدور في الثغرات الهوائية لمغناطيسين ثابتين، وكما في المقياس الزئبقي فإن عزم الفرملة يتناسب مع سرعة دوران القرص.
وعند الوصول إلى سرعة الدوران المستقرة، عندئذٍ يكون العزم الفرملي مساوياً لعزم التشغيل، وبالتالي فإن سرعة الدوران المستقرة تتناسب مع القدرة، وأن عدد الدورات التي تتم بواسطة العنصر الدوار في أي زمن يتناسب مع تكامل {\displaystyle \int Wdt}، أي مع الطاقة المُغذاه إلى الدائرة.
ومثل هذه الأجهزة عادةً ما تستخدم في لوحات التشغيل.
للتعمق في المقالة (اليوطومسون)

### مقياس تيار حثي
وهو المقياس الأكثر استخداماً لقياس التيار في دوائر التيار المتردد، وعدم وجود عضو التوحيد وما يصاحبه من احتكاك، ولذلك فإنها أكثر دقة من النوع ذو عضو التوحيد عند الأحمال الخفيفة، وأسس التشغيل للنوع الحثي لقياس التيار هي نفسها تماماً أُسس تشغيل الواطميتر الحثي، والتركيب هو نفسه أيضاً ماعدا أن زنبرك التحكم ومؤشر الواطميتر قد تم استبدالهم بمغناطيس الفرملة.
ويُسمح للقرص بالدوران المستمر بدلاً من الدوران خلال جزء فقط من الدائرة كما في الواطميتر، كما زود بمجموعة العجلات التي تُدار بواسطة السنون الدودية على محور المقياس.

#### التركيب
جهاز قياس التيار النوع الحثي  يتكون أساساً من الأنظمة التالية:
1. نظام الإدارة.
2. النظام المتحرك.
3. نظام الفرملة.
4. نظام التسجيل.

#### الأخطاء
في مقياس التيار من النوع الحثي تنشأ الأخطاء من نظام الإدارة ونظام الفرملة.
فنظام الإدارة يمكن أن يتسبب في الخطأ نتيجة القيمة غير الصحيحة للفيض أو زوايا الطور غير الصحيحة وكذلك نتيجة الافتقاد إلى التماثل في الدائرة المغناطيسية، والذي يجعل المقاييس تُطرق إلى قيم أُخرى.
أما نظام الفرملة فيمكن أن يتسبب في وقوع خطأ نتيجة التغير في قوة مغناطيس الفرملة، والتغير في مقاومة القرص، أو تأثير الفرملة الذاتية لمغناطيس التوالي، أو الاحتكاك غير الطبيعي للأجزاء المتحركة.
للتعمق في المقالة (مقياس تيار حثي)